# Say Anything (X Japan-dal)
A Say Anyhting az X japán heavymetal-együttes nyolcadik kislemeze, mely 1991. december 1-jén jelent meg a Sony kiadásában. A lemez 3. volt az Oricon slágerlistáján és 25 hétig szerepelt rajta. 1992 márciusában platinalemez lett.

## Háttér
Ez volt az együttes utolsó kislemeze, amelyet X néven adtak ki, és az utolsó, melyen Taiji volt a basszusgitáros. A B oldalon a Silent Jealousy koncertfelvétele hallható, melyet 1991. november 12-én rögzítettek a Yokohama Arénában a Violence in Jealousy turné keretében. 
A dal feldolgozása megjelent a Globe együttes Global Trance 2 című lemezén; Yoshiki egy ideig tagja volt az együttesnek 2002-ben.
A Say Anything a Lullaby Keidzsi (ララバイ刑事; Hepburn: Lullaby Keiji) című dorama betétdala is volt.

## Számlista
Az összes szám szerzője Yoshiki. 
| #  | Cím                            | Hossz |
| -- | ------------------------------ | ----- |
| 1. | Say Anything                   | 8:39  |
| 2. | Silent Jealousy (Live Version) | 7:49  |

## Közreműködők
- Toshi – vokál
- Pata – gitár
- hide – gitár
- Taiji – basszusgitár
- Yoshiki – dobok, zongora

További közreműködők
- Társproducer: Cuda Naosi
- Keverés: Rich Breen
- Művészeti vezető és design: Izumiszava Micuo
- Borítófénykép: Ivakiri Hitosi
- Művészek fényképei: Canno Hideo

## Fordítás
Ez a szócikk részben vagy egészben  a   Say Anything (X Japan song) című angol Wikipédia-szócikk fordításán alapul.  Az eredeti cikk szerkesztőit annak laptörténete sorolja fel. Ez a jelzés csupán a megfogalmazás eredetét és a szerzői jogokat jelzi, nem szolgál a cikkben szereplő információk forrásmegjelöléseként.